# トム・コンスタンタイン
トム・コンスタンタイン（Tom Constantine、1986年6月27日 - ）はイギリス・ロンドン出身のスタントマン・アクション俳優。所属はRival Stuntsで、同事務所の代表。身長175cm。東京で活動中。

## 人物
- 趣味は特撮やテレビゲーム。特技は格闘やスタント。
- 好きな仮面ライダーシリーズの作品は『仮面ライダー555』。
- 2013年に「The Tokusatsu Network」という海外向けの特撮ニューズサイトを設立した。
- 愛犬「ソウゴ」の名前は『仮面ライダージオウ』の主人公の名前にちなむ[3]。
- 大学卒業後はゲーム会社に就職してゲームデザイナーとなるが29歳のときにワーキングホリデーで来日、当初はコジマプロダクションにてDEATH STRANDINGのローカライゼーションに携わる[4]
- 『宇宙刑事ギャバン』、『仮面ライダーBLACK』、『仮面ライダーBLACK RX』、『宇宙刑事シャリバン』、『宇宙刑事シャイダー』、『仮面ライダーV3』　の北米版Blu-rayの特典に貢献した[5]。

## 出演

### テレビドラマ
- ポイズンドーター・ホーリーマザー（2019年、WOWOW）
- 決してマネしないでください。（2019年、NHK） - アクションヒーロー 役
- 青のSP―学校内警察・嶋田隆平― 第5話（2021年、フジテレビ） - ルイス 役
- 金田一少年の事件簿 第2話・第3話（2022年5月8、15日、日本テレビ） - 米兵 役
- 仮面ライダーシリーズ（テレビ朝日）
  - 仮面ライダージオウ 第3話（2018年、テレビ朝日） - ゲームセンターの外国人 役
  - 仮面ライダーギーツ 第1話 - 第38話（2022年9月4日 - 2023年6月4日、テレビ朝日） - ジョン 役

### 映画
- 仮面ライダーシリーズ
  - 仮面ライダー 令和 ザ・ファースト・ジェネレーション（2019年） - 巻き込まれた観光客 役
  - 仮面ライダー THE WINTER MOVIE ガッチャード&ギーツ 最強ケミー★ガッチャ大作戦（2023年） - ジョン 役
- Kaiju: Island of Fire (2023年)
- Le Retour du Samouraï (2023年)  - Oz 役

### オリジナルビデオ
- ビルド NEW WORLD 仮面ライダーグリス（2019年） - 視察団員 役
- 仮面ライダー555 20th パラダイス・リゲインド（2024年） - オルフェノク殲滅隊・隊員 役[6]

### Webドラマ
- ウルトラマンレグロス ファーストミッション (2023年) - ザラブ星人の声（吹き替え版）
- 忍者戦隊カクレンジャー 第三部・中年奮闘編（2024年）- 襲われる外国人 役[7]

### ゲーム
- ウルトラマン フュージョンファイト!（2018年） - ウルトラマンオーブの声（吹き替え版）

### CM
- タウンワーク CM（2022年）
- エボニー 王の帰還（2022年） - ユリウス・カエサル 役
- ダブル・ブレイン・コア（2022年） - ブレイン兄弟 役
- docomo 爆アゲセレクション（2024年）メイン

### MV
- 米津玄師 『KICK BACK』（2022年） - 米津玄師の吹替 役
- SKY-HI 『Sarracenia』（2023年） - カンフーマスター 役

## スタント

### テレビドラマ（スタント）
- HiGH&LOW ドラマ シーズン2（2016年、日本テレビ）
- モブサイコ100（2018年、テレビ東京）
- グランメゾン東京（2019年、TBS）
- パワーレンジャー・ダイノフューリー （2021年 - 2022年、Netflix） - ヴォイド・キング、モンスター、ヘンジメンなど、スタント
- 新宿野戦病院（2024年、フジテレビ）

### 映画（スタント）
- 破裏拳ポリマー（2017年）
- 牙狼-GARO- 神ノ牙-KAMINOKIBA-（2018年）
- アウトサイダー（2018年）
- スペシャルアクターズ（2019年）
- 奥様は、取り扱い注意（2020年）
- Lost Girls and Love Hotels（2020年）
- G.I.ジョー:漆黒のスネークアイズ（2021年）
- Glass Dragon （2023年）
- ゴールデンカムイ（2024年）
- BULLET OF PROMIS～約束の銃弾～ （2024年）
- グランメゾン・パリ （2024年）
- 田村悠人（2025年）

### ネット配信（スタント）
- 紺田照の合法レシピ（2018年）
- 御曹司ボーイズ（2019年）
- グッドモーニング、眠れる獅子（2022年4月23日、ひかりTVチャンネル）
- GAME OF SPY（2022年、Amazon Prime Video）
- トークサバイバー!（2023年、Netflix）
- 円卓騎士アヴァロン（2024年） - アヴァロン 役、アクション監督兼任

### オリジナルビデオ
- スーパー戦隊シリーズ
  - スペース・スクワッド ギャバンVSデカレンジャー（2017年）
  - 宇宙戦隊キュウレンジャー Episode of スティンガー（2017年）

### CM（スタント）
- バイオハザード4 VR（2021年）
- Meta Quest 2（2022年）
- ソニーPCL「drive」（2023年）